# العلاقات الجيبوتية الموريتانية
العلاقات الجيبوتية الموريتانية هي العلاقات الثنائية التي تجمع بين جيبوتي وموريتانيا.

## مقارنة بين البلدين
هذه مقارنة عامة ومرجعية للدولتين:
| وجه المقارنة                                              | جيبوتي                    | موريتانيا                 |
| --------------------------------------------------------- | ------------------------- | ------------------------- |
| المساحة (كم2)                                             | 23.20 ألف                 | 1.03 مليون                |
| عدد السكان (نسمة)                                         | 956.99 ألف                | 4.42 مليون                |
| الكثافة السكانية (ن./كم²)                                 | 41.25                     | 4.29                      |
| العاصمة                                                   | جيبوتي                    | نواكشوط                   |
| اللغة الرسمية                                             | لغة فرنسية، اللغة العربية | اللغة العربية، لغة فرنسية |
| العملة                                                    | فرنك جيبوتي               | أوقية موريتانية، أوقية ‏   |
| الناتج المحلي الإجمالي (بليون دولار)                      | 1.84 مليار                | 5.02 مليار                |
| الناتج المحلي الإجمالي (تعادل القوة الشرائية) بليون دولار | 3.10 مليار                |                           |
| الناتج المحلي الإجمالي الاسمي للفرد دولار أمريكي          | 1.95 ألف                  |                           |
| الناتج المحلي الإجمالي للفرد دولار أمريكي                 | 3.27 ألف                  | 3.91 ألف                  |
| مؤشر التنمية البشرية                                      | 0.470                     | 0.506                     |
| رمز المكالمات الدولي                                      | +253                      | +222                      |
| رمز الإنترنت                                              | .dj                       | .mr                       |
| المنطقة الزمنية                                           | ت ع م+03:00               | 00                        |

## منظمات دولية مشتركة
يشترك البلدان في عضوية مجموعة من المنظمات الدولية، منها:
| علم المنظمة | اسم المنظمة                                 | تاريخ انضمام جيبوتي | تاريخ انضمام موريتانيا |
| ----------- | ------------------------------------------- | ------------------- | ---------------------- |
|             | وكالة ضمان الاستثمار متعدد الأطراف          | 12 يناير 2007       | 8 سبتمبر 1992          |
|             | منظمة التعاون الإسلامي                      | ?                   | ?                      |
|             | منظمة الشرطة الجنائية الدولية               | ?                   | ?                      |
|             | مجموعة دول أفريقيا والكاريبي والمحيط الهادئ | ?                   | ?                      |
|             | منظمة حظر الأسلحة الكيميائية                | ?                   | ?                      |
|             | منظمة التجارة العالمية                      | ?                   | 31 مايو 1995           |
|             | الأمم المتحدة                               | 20 سبتمبر 1977      | 27 أكتوبر 1961         |
|             | الاتحاد الأفريقي                            | ?                   | 25 مايو 1963           |
|             | صندوق النقد العربي                          | ?                   | ?                      |
|             | مؤسسة التمويل الدولية                       | 1 أكتوبر 1980       | 29 ديسمبر 1967         |
|             | يونسكو                                      | 31 أغسطس 1989       | 10 يناير 1962          |
|             | مؤسسة التنمية الدولية                       | 1 أكتوبر 1980       | 10 سبتمبر 1963         |
|             | الاتحاد الدولي للاتصالات                    | 22 نوفمبر 1977      | 18 أبريل 1962          |
|             | البنك الإفريقي للتنمية                      | ?                   | ?                      |
|             | الصندوق العربي للإنماء الاقتصادي والاجتماعي | ?                   | ?                      |
|             | جامعة الدول العربية                         | 4 سبتمبر 1977       | 26 نوفمبر 1973         |
|             | أفريستات ‏                                   | 2010                | 1998                   |
|             | البنك الدولي للإنشاء والتعمير               | 1 أكتوبر 1980       | 10 سبتمبر 1963         |
|             | الاتحاد البريدي العالمي                     | ?                   | ?                      |